# Bernac (Charente)
Bernac è un comune francese di 473 abitanti situato nel dipartimento della Charente, nella regione della Nuova Aquitania.

## Società

### Evoluzione demografica
Abitanti censiti